# カメラマン亜愛一郎の迷宮推理
『カメラマン亜愛一郎の迷宮推理』（カメラマンああいいちろうのめいきゅうすいり）は、2013年11月13日にテレビ東京「水曜ミステリー9」枠で放送されたテレビドラマ。
推理作家・泡坂妻夫による短編連作“亜愛一郎シリーズ”を原作としている。

## キャスト
- 亜 愛一郎（カメラマン） - 市川猿之助
- 小西 茜（『週刊エブリ』記者） - 佐藤江梨子
- 一ノ瀬 純一（『週刊エブリ』編集長） - 草刈正雄
- 高林 勇作（亜の下宿の大家） - 平幹二朗
- 中垣内 徹夫（世田谷中央署刑事） - 皆川猿時
- 西條 啓太 - 少路勇介
- 浦部 信也 - 市川段之
- 恩田 紀夫 - 市川猿若
- 粥谷 東巨（カメラマン） - 竜雷太（友情出演）
- 黒瀬 美也子（粥谷のアシスタント） - 有森也実
- 鳳 陽司（ジュエリーデザイナー） - 東幹久
- 牧村 健介 - 野村将希
- 永井 詩織 - 朝倉あき
- 倉本 敦志 - 迫田孝也
- 柚木 ルカ（モデル） - 蒲生麻由
- その他 - 大森輝順、佐々木征史、中野マサアキ、木村亜梨沙、本多加奈、寺川里奈、杉本笑美、中村僚志、川田祐、有馬拓人、出口高司、紫音、MASAKIKO
- エキストラ協力 - 芸プロ、備前プロ、ミライ・アクターズ・プロモーション、オアシススタイリング、ワタナベエンターテイメントカレッジ、パリマス、劇団ひまわり

## スタッフ
- 原作 - 泡坂妻夫 『亜愛一郎の狼狽』『亜愛一郎の転倒』『亜愛一郎の逃亡』（創元推理文庫）
- 脚本 - 真柴あずき（脚本協力：根津大樹）
- 演出 - 中前勇児
- チーフプロデューサー - 小川治（テレビ東京）
- プロデューサー - 高橋史典、浅野太（テレビ東京）
- プロデューサー補 - 森嶋敦
- 演出補 - 坂本栄隆
- 制作担当 - 梶川雅也
- 記録 - 増田実子
- 撮影 - 矢崎勝人
- VE - 小高宏文
- 照明 - 山口泰一郎
- 音声 - 杉村賢太郎
- 美術 - 安藤篤
- 持道具 - 小林朋美
- 装飾 - 長田征司、小林鉄郎
- 衣装 - 笹倉三佳
- ヘアメイク - 清田恵子
- 編集 - 村井佐知
- グレーディング - 小林諒
- オンライン編集 - 星名隆志
- VJ - 林田格
- PC画面 - 高山元勝
- VFX - 岡野正広
- 選曲 - 増田英己
- 音響効果 - 中田仁
- アクションコーディネート - 佐々木修平
- スチール・カメラ指導 - 龍田浩之
- モデル指導 - 津曲久美子
- ダンス指導 - 友司郎
- 写真協力 - 鈴木さゆり、須藤尚俊、大門真優子
- 技術協力 - 東通、ブル
- 美術協力 - KHKアート、山崎美術
- 編集・MA - 映広
- ロケ協力 - ポプラ社
- 制作デスク - 安江里香
- 番組宣伝 - 西山麻衣子（テレビ東京）
- 番組デスク - 矢部歩（テレビ東京）
- 製作 - テレビ東京、BSジャパン、ケイファクトリー